# Даненберг
Даненберг (на немски: Dannenberg) е град в Долна Саксония, Германия, с 8932 жители (2015) и площ от 76,31 km². Намира се на река Елба.
- Даненберг (Елба)